# ミタンニ

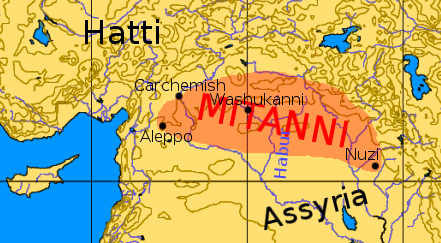
ミタンニの版図

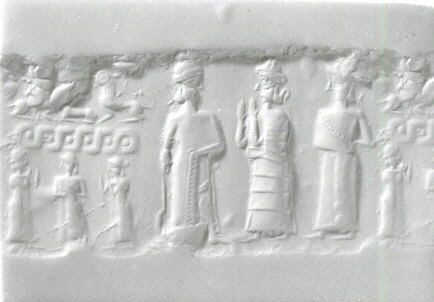
ミタンニ出土の紀元前1500–1350年ごろの円筒印章

ミタンニ（ヒッタイト語：Mi-ta-an-ni）またはミッタニ（ヒッタイト語：Mi-it-ta-ni、アッシリア語: Ḫa-ni-gal-bat - 「ハニガルバト」）は、フルリ人が紀元前16世紀頃メソポタミア北部のハブル川上流域を中心に建国した王国である。多民族社会で戦士階級に支配される封建的国家だった。フルリ人の系統は不明だが、支配階級層については元はインド・アーリア語派の出自を持つと推定される（後述）。

## 歴史
紀元前16世紀頃、ワシュカンニ（ワスガンニ、正確な場所は不明）を首都とするミタンニ王国が周辺のフルリ人たちを統一し、東隣のアッシリアをも支配下に置いて、以後メソポタミア北部（シリアを含む）を支配した。さらにウガリットなど地中海沿岸諸都市も支配下に置き、エジプトおよびバビロニアと対立した。のちに属国となった時期も含めて、約300年間存続した。
ミタンニは周囲の国との間で政略結婚を繰り返した。アルタタマ1世王の娘はエジプト王トトメス4世と結婚した。
シュッタルナ2世の娘ギルヒパはエジプト王アメンホテプ3世（トトメス4世の子）と結婚した。
ミタンニの新王にトゥシュラッタ（ダシャラッタ）が即位すると、ヒッタイト王のシュッピルリウマ1世はミタンニを攻撃したが失敗した。新王トゥシュラッタは、エジプト第18王朝との同盟でヒッタイトやアッシリアに対抗するべく、娘タドゥキパ（Tadukhipa、「キパ」はサンスクリットでkṣipa「夜」）の政略結婚を打診した。アメンホテプ3世は晩年にトゥシュラッタに宛ててタドゥキパと結婚したいとの手紙を何度も書いている（アマルナ文書）。しかし彼女が来る前にアメンホテプ3世は死んだようである。タドゥキパはアメンホテプ3世の子、新王アメンホテプ4世（アクエンアテン）と結婚した。タドゥキパは、アメンホテプ4世の2番目の后キヤ（KiYa）、あるいは王妃ネフェルティティであると言われている。紀元前1350年頃にヒッタイトのシュッピルリウマ1世が再びミタンニに攻め込み、トゥシュラッタは逃走したが、息子のひとりに暗殺された。
「フルリ人の王」の称号を持つに過ぎなかったアルタタマ2世がヒッタイトのシュッピルリウマ1世と条約を結んで国境線を定めた。シュッピルリウマ1世はミタンニの新王にトゥシュラッタの政敵であったアルタタマ2世を擁立した。
紀元前1330年頃には、かつてミタンニの支配下にあった東側のアッシリアの王アッシュール・ウバリト1世（紀元前1365年 - 紀元前1330年）の下で次王シュッタルナ3世がヒッタイトから独立した。シュッタルナ3世はアッシリアの支援を模索したがヒッタイトに撃破され、トゥシュラッタの弟シャッティワザ（マッティワザ）がヒッタイトのシュッピルリウマ1世の庇護を受けながら即位した。
その後、シャットゥアラ1世はアッシリアの王アダド・ニラリ1世（紀元前1307年 - 紀元前1275年）に敗れ、再びアッシリアに臣従した。ワサシャッタがヒッタイトの支援を受けたが、アダド・ニラリ1世に再び敗れた。

## 言語系統
フルリ人（フリ人、旧約聖書でホリ人と呼ばれる人々と言われている）のフルリ語は系統不明の膠着語と考えられている（インド・アーリア系ではない）。ヒッタイトのボアズキョイ、エジプトのアマルナ等から出土した楔形文字で記された外交文書（アマルナ文書など）によって知られる。かつてはインド＝ヨーロッパ語族とされていた。書き言葉として、アッカド語と楔形文字を用いていたといわれる。フルリ人は紀元前18世紀頃から活動したらしく、同じ頃エジプトに侵入したヒクソスと関係があるとの見方もある。特に馬を用いる技術に長け、ヒッタイトにおける馬の技術もフルリ人から導入されたと考えられる。
ただし残された文書の中には明らかにサンスクリットで解釈できる単語が多い。ヒッタイトとミタンニとの間の条約ではインドのヴェーダの神ミトラ、ヴァルナ、インドラやナーサティヤ（アシュヴィン双神）に誓いが立てられている。また人名にもサンスクリットで解釈できるものが多い。「ミタンニの調馬師キックリ」による文書（ボアズキョイ出土）にはaika（サンスクリットのeka、1を意味する）、tera（tri、 3）、panza（pañca、5）、satta（sapta、7）、na（nava、9）、vartana（丸い、梵: vartana）といった単語が使われ、ほかの文書にはbabru（babhru、茶色い）、parita（palita、灰色の）、pinkara（赤い、梵: piṅgala [赤みがかった茶色] ）といった単語もある。彼らの一番重要な祭りはvishuva（冬至・夏至）であった。ミタンニの支配階級である戦士は自分たちをmaryannu（勇士）と呼んだ。これらのことから戦士はインド・アーリア語派の出自を持つと考えられる。

## ミタンニの王
いずれもサンスクリットで解釈できる名である（Sutarna「善き太陽」、Paratarna「大いなる太陽」、Parashukshatra「斧を持つ支配者」、Saukshatra「善き支配者」、Ritadhama｢宇宙の法に従う｣、Mativaja「祈りに富める者」など）。
1. キルタ Kirta  紀元前1500年 - 紀元前1490年頃
2. シュッタルナ1世 Šuttarna  紀元前1490年 - 紀元前1470年頃
3. バラタルナ（フランス語版） Barattarna  紀元前1470年 - 紀元前1450年頃
4. パルシャタタール Parša(ta)tar  紀元前1450年 - 紀元前1440年頃※バラタルナと同一人物の可能性あり
5. シャウシュタタール Sauštatar  紀元前1440年 - 紀元前1410年頃
6. アルタタマ1世 Artatama  紀元前1410年 - 紀元前1400年頃
7. シュッタルナ2世 Šutarna II  紀元前1400年 - 紀元前1380年頃
8. アルタシュマラ Artaššumara  紀元前1380年 - 紀元前1380年頃
9. トゥシュラッタ Tušratta  紀元前1380年 - 紀元前1350年頃
10. アルタタマ2世
11. シュッタルナ3世
12. シャッティワザ Šattiwaza（マッティワザMattiwaza）  紀元前1350年 - 紀元前1320年頃
13. シャットゥアラ1世 Šattuara I  紀元前1320年 - 紀元前1300年頃
14. ワサシャッタ Wasašatta  紀元前1300年 - 紀元前1280年頃
15. シャットゥアラ2世 Šattuara II  紀元前1280年 - 紀元前1270年頃[注釈 3]

## 調査
ケムネ宮殿の発掘調査
2019年、前年の旱魃によりモスルダムの水位が低下し、ミタンニ王国時代のケムネ宮殿の遺跡が発見された。同遺跡からは楔形文字が記載された粘土板が発掘されたが発掘直後に水位が回復したため、再び水没した。
2022年、旱魃により再び同遺跡が出現し、100枚以上の粘土板が入った陶器が発見された。発掘後、遺跡保護のためにビニールシートと砂利で覆っており、その後の水位の回復により再び水没している状態となっている。